# Регионален исторически музей (Силистра)
Вижте пояснителната страница за други значения на Регионален исторически музей.
Регионалният исторически музей в Силистра съхранява историята на града и региона от древността до съвремието.
В него са изложени уникални паметници на римската и средновековната българска култура, които имат както национално, така и световно значение. Той има археологическа и етнографска експозиция.

## Сграда на музея
Сградата на музея е построена между 1923 – 1924 г. като клон на Румънската национална банка в града, който по това време е завладян от Румъния. От 1990 г. в нея се помещава Археологическата експозиция на Историческия музей.

## Археологическа експозиция
Тя е разположена в градина с лапидариум, на площ от 400 m². Основният ѝ фонд съдържа 41952 инвентарни единици, а спомагателният – 18721 инвентарни единици. Сбирката представя паметници от праисторическата, античната и средновековната епохи. Сред тях уникални експонати като:
- римски каменен слънчев часовник, който е най-големият, откриван по българските земи;
- римски спортен шлем-маска с изобразени грифони;
- съкровищница от гробни находки от благородни метали от римско време и средновековието;
- погребална колесница на знатен римски магистрат, датирана към края на III в.,
- статуя на римлянка тип „пудицития“, изработена в Доросторум, уникална за бившите римски владения;
- златен пръстен на един от първите християни от края на III в.,
- колекции златни накити, датирани към III–IV и XIII–XIV в.,
- колона с името на хан Омуртаг,
- печати на български и византийски владетели и висши аристократи,
- златните накити на княгините (деспотица и деспина) на Дръстър от XIV в.;
- монетни колекции и съкровища от IV в. пр.н.е. до XV век;
- една от най-големите колекции средновековни кръстове от Х-XIII в. и други.

## Етнографска експозиция
Етнографската колекция на музея е разположена на площ от 300 m² Тя съдържа оръдия на труда, традиционно облекло, кукерски маски и ритуални предмети, разкриващи бита и културата на добруджанската етнографска група в Силистренско от средата на XIX до началото на XX век. Изложен е и костюм на коренното население гребенци.